# Wanda Półtawska
Wanda Wiktoria Półtawska, nata Wojtasik (Lublino, 2 novembre 1921 – Cracovia, 24 ottobre 2023), è stata una psichiatra, scrittrice e attivista polacca. Fu docente presso la Pontificia università Giovanni Paolo II di Lublino e attivista pro-life. Durante la seconda guerra mondiale fu imprigionata nel campo di concentramento di Ravensbrück. Era una cara amica di papa Giovanni Paolo II e fu presente alla sua morte. Era dama dell'Ordine dell'Aquila Bianca.

## Biografia

### Origini e formazione
Wanda Półtawska (nata Wojtasik) nacque a Lublino il 2 novembre 1921. Frequentò la scuola delle Orsoline della sua città natale. Prima del 1939 e durante la seconda guerra mondiale era scout. Quando aveva 15 anni entrò in una squadra sportiva.

### Il periodo della seconda guerra mondiale
Dopo lo scoppio della seconda guerra mondiale, con un gruppo di scout, aderì al servizio ausiliario e si unì alla lotta di resistenza. Fu arrestata dalla Gestapo il 17 febbraio del 1941 e venne imprigionata nel castello di Lublino. Dopo essere stata interrogata e torturata, il 21 novembre 1941 venne deportata nel campo di concentramento di Ravensbrück e condannata a morte in contumacia. Nel campo fu sottoposta a esperimenti pseudo-medici (principalmente sulla mutilazione chirurgica degli arti) svolti dai medici tedeschi Karl Gebhardt, Fritz Ernst Fischer, Rolf Rosenthal e Herta Oberheuser. Poco prima della fine della guerra fu trasferita nel campo di concentramento di Neustadt-Glewe, dove rimase fino al 7 maggio 1945.

### Attività scientifiche e mediche

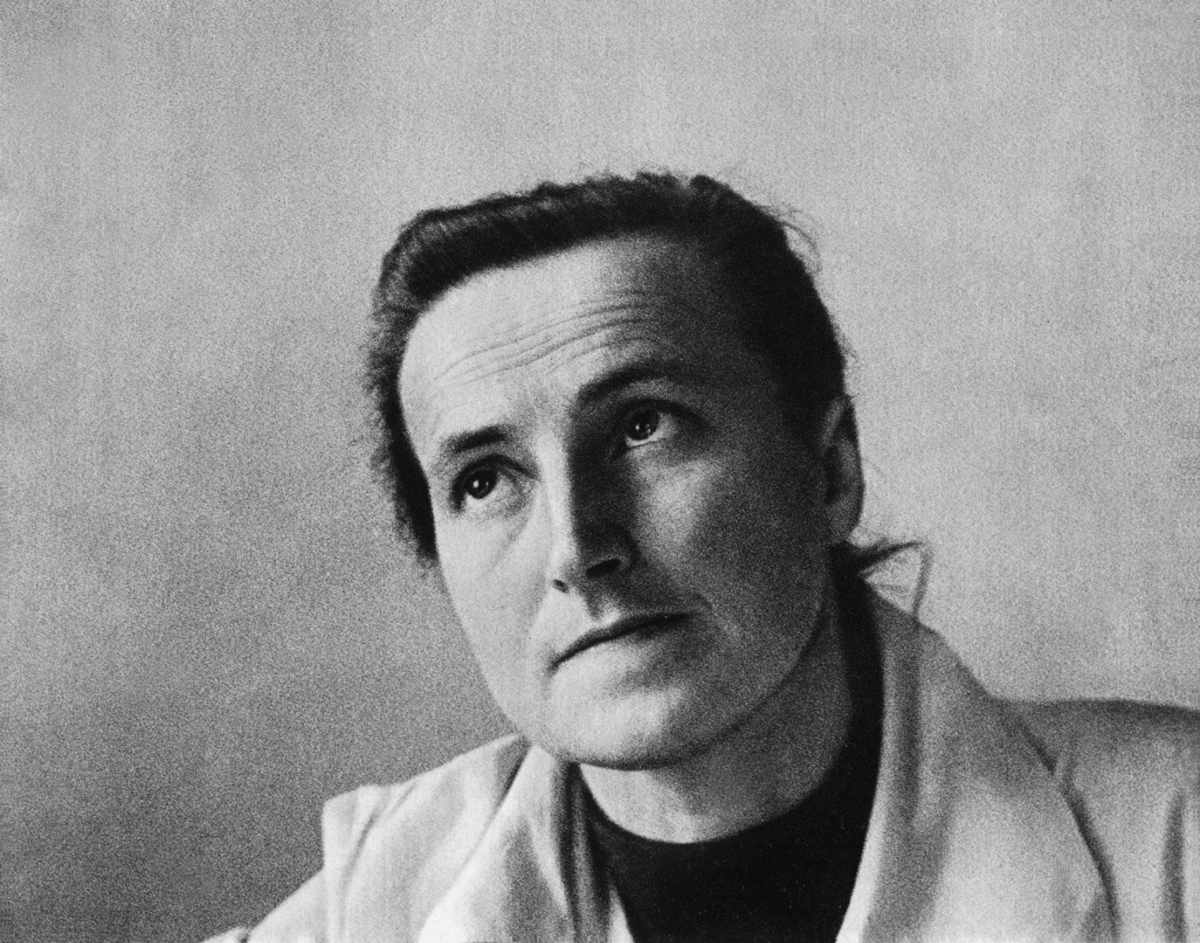
Wanda Półtawska nel 1963.

Nel 1951 si laureò in medicina presso l'Università Jagellonica di Cracovia. Dopo aver conseguito i titoli di specializzazione, nel 1964 ottenne il dottorato di ricerca in psichiatria. In seguito fu assistente professore presso il Dipartimento di psichiatria dell'Accademia Medica di Cracovia dal 1952 al 1969, docente di pastorale sanitaria presso la Pontificia facoltà teologica di Cracovia dal 1955 al 1997 e terapeuta presso il Dipartimento di psicologia dal 1964 al 1972.
Nel 1967 organizzò l'Istituto di teologia familiare presso la Pontificia facoltà teologica di Cracovia e lo gestì per 33 anni, ricoprendo anche la carica di professore. Dal 1981 al 1984 insegnò anche presso il Pontificio Istituto Giovanni Paolo II per studi su matrimonio e famiglia della Pontificia Università Lateranense di Roma.
Condusse ricerche sui cosiddetti bambini di Oświęcim, persone che erano state mandate nei campi di concentramento da bambini. Nell'aprile del 1969 lasciò la clinica per dedicarsi soprattutto al matrimonio e alla consulenza familiare. Secondo il database delle pubblicazioni mediche bibliografiche è autrice di cinque pubblicazioni scientifiche pubblicate in polacco e di una pubblicazione su una rivista in lingua inglese.

### Attività sociali
Nel 1995 venne coinvolta in una campagna per innalzare una targa che commemora le donne polacche, i prigionieri di Ravensbrück e le vittime dei medici tedeschi. Gli sforzi per ottenere il permesso dalle autorità del campo-museo iniziarono all'inizio del 1995, in concomitanza con il 50º anniversario della liberazione del campo. A causa dell'opposizione delle autorità tedesche di questo campo all'idea di ricordare la tragedia delle donne polacche, la targa non poté essere posta. Fu solo dopo la campagna annuale del 1996 che le autorità tedesche del museo furono costrette a cedere.
Partecipò ai lavori della commissione per le indagini sui crimini di guerra nazisti in Polonia. Fu membro del team di supporto di Radio Maria nel servizio a Dio, alla Chiesa, alla Patria e alla nazione polacca ed editrice della rivista Źródło. Tygodnik Rodzin Katolickich. Scrisse numerose pubblicazioni nel campo della pedagogia. Per dieci anni fu consigliera comunale a Cracovia.
Nel maggio del 2014 scrisse la "Dichiarazione di fede dei medici e degli studenti di medicina cattolici in materia di sessualità e fertilità umana".

### Amicizia con Karol Wojtyła
Era una grande amica di papa Giovanni Paolo II. Nella corrispondenza intercorsa nel 1962 tra l'allora monsignor Karol Wojtyła e Padre Pio da Pietrelcina, il vescovo gli chiese di intercedere a favore di Wanda Półtawska che era malata di cancro. In seguito guarì. La corrispondenza con papa Giovanni Paolo II, che durò fino alla sua morte, fu classificata come prova nel processo di beatificazione.
Su Wanda Półtawska è stato realizzato un film documentario, Duśka, diretto da Wanda Różycka-Zborowska. Il film venne presentato per la prima volta nella primavera del 2008 a Poznań.
Grazie all'amicizia e alla fiducia di papa Giovanni Paolo II, nel novembre del 2001 lo informò delle accuse di abusi sessuali su seminaristi maggiorenni dei quali era accusato l'arcivescovo di Poznań Juliusz Paetz. Partecipò ai lavori della commissione vaticana d'inchiesta che sentì le testimonianze di entrambe le parti.
A proposito della loro amicizia il libro Beskidzkie rekolekcje, raccoglie la loro corrispondenza di quasi 50 anni. L'autore ritirò il manoscritto prima della pubblicazione e lo presentò al processo di beatificazione di papa Giovanni Paolo II a Roma. La postulazione non sollevò obiezioni. Tenne conferenze all'Università Jagellonica e all'Università Cardinale Stefan Wyszyński di Varsavia.

### Altro
Fu membro del Pontificio consiglio per la famiglia dal 1983, membro della Pontificia accademia per la vita dal 1994, consultore del Pontificio consiglio della pastorale per gli operatori sanitari, membro dell'Unione degli scrittori medievisti e membro dell'Associazione cattolica dei giornalisti.

### Morte
È morta a Cracovia alle ore 23:30 del 24 ottobre 2023.

## Vita privata
Fu sposata con Andrzej Półtawski (22 febbraio 1923 - 29 ottobre 2020), un professore di filosofia, da cui ebbe quattro figlie. 

## Opere

### Pubblicazioni scientifiche
- (1956) Clinical observations on agenesis of the pellucid septum
- (1957) Dr Władysław Stryjeński ur. 1889 r., zm. 1956 r.
- (1966) Wyniki badań psychiatrycznych osób urodzonych lub więzionych w dzieciństwie w hitlerowskich obozach koncentracyjnych
- (1967) Stany hipermnezji napadowej (Na marginesie badań tzw. "dzieci oświęcimskich")
- (1978) Stany hipermnezji napadowej u byłych więźniów obserwowane po 30 latach
- (1996) The responsibility of the medical doctor and the life of the patient

### Libri
- I boję się snów. Wyd. Edycja Świętego Pawła Częstochowa 1998 (4ª edizione). ISBN 83-7168-202-6
- Homoseksualizm – sprawa prywatna?. Wyd. Jedność 1998; lavoro collettivo di: Wanda Półtawska, Bogdan Gierdziewicz, Wiesław Kryczka, Krystyna Kluzowa. ISBN 83-7224-056-6
- And I am afraid of my dreams (tłum. I boję się snów). New York : Hippocrene Books, 1989. ISBN 0-87052-745-2
- Samo życie Wyd. Edycja Świętego Pawła Częstochowa 1994, 2004.
- Z prądem i pod prąd. Wyd. Edycja Świętego Pawła Częstochowa 2001. ISBN 83-7168-178-X
- Jestem odpowiedzialny za swój kwiat. (wyd. kasetowe)
- Stare Rachunki Wyd. Edycja Świętego Pawła, Częstochowa 2001. ISBN 83-7168-447-9
- By rodzina była Bogiem silna.... Wyd. Edycja Świętego Pawła, Częstochowa 2004. ISBN 83-7168-643-9
- Przygotowanie do małżeństwa WAM Kraków, wydania: 1988, 1993, 1996, 1998, 2000 (ISBN 83-7097-678-6), 2002. Nuova edizione con il titolo: Eros et iuventus!, Wyd. Edycja Świętego Pawła, Częstochowa 2009, ISBN 978-83-7424-698-9
- Przed nami miłość. Wyd. Edycja Świętego Pawła, Częstochowa 2001. ISBN 83-7168-466-5
- Ekspertyza sądowo-psychiatryczna w postępowaniu spadkowym testamentowym. Państwowy Zakład Wydawnictw Lekarskich, Varsavia 1974.
- I boję się snów (audiobook mp3). Czyta Czesława Monczka, Wyd. Edycja Świętego Pawła Częstochowa 2008.
- Beskidzkie rekolekcje. Dzieje przyjaźni księdza Karola Wojtyły z rodziną Półtawskich, Wyd. Edycja Świętego Pawła, Częstochowa 2009, ISBN 978-83-7424-572-2
- Miłość, Małżeństwo, Rodzina, w pracy zb. pod red. F. Adamskiego, Wydawnictwo PETRUS, Cracovia 2010.
- Wychowanie w rodzinie, w pracy zb. pod red. F. Adamskiego, Wydawnictwo PETRUS, Cracovia 2010.
- "Duśka" Filmowa opowieść o wyjątkowej kobiecie (DVD) – film dokumentalny o Wandzie Półtawskiej. reż. Wanda Różycka-Zborowska, Wyd. Edycja Świętego Pawła, Częstochowa 2011
- Jeden pokój. Rozmowy na podstawie filmu Pawła Zastrzeżyńskiego „Jeden pokój” (książka + DVD). Wyd. Edycja Świętego Pawła, Częstochowa 2011
- Uczcie się kochać, wydawnictwo Edycja Świętego Pawła, 2015. ISBN 978-83-7797-483-4.